# 小さな旅と美術館
『小さな旅と美術館』（ちいさなたびとびじゅつかん）は、中部日本放送（CBC）と総合ビジョンの共同制作により、1992年4月4日から1994年3月26日までTBS系列で放送されていた紀行番組である。放送時間は毎週土曜7:30 - 8:00 （日本標準時）。

## 概要
フローレンス・容子・シュドルが日本文化と人々との様々な出会いを求め日本各地を旅し、現地にある美術館を紹介してゆく番組。番組の第1回は、フローレンス・容子・シュドルの故郷・フランスのボルドーから始まる。フランス人の父親は柔道の道場を営む。母親は日本人。家族と別れ容子は、母親の故郷である日本の文化に触れる旅に出発する。沖縄から北海道まで日本のおよそ700の美術館を巡る。番組の最後に、故郷ボルドーの母親へ、旅の思いを託した絵ハガキが登場する事が定番となっていた。ハートフルな演出が好評を得て、朝のドキュメント番組として二桁の視聴率を獲得した。
番組の製作著作はCBCが有していたが、実制作はCBC東京支社と総合ビジョンが担当していた。番組では、パンフルートを用いたサントラCDも発売される。
本番組から『ウルトラマンマックス』が終了する2006年4月1日まで、本枠はCBC制作の全国ネット枠が14年間継続することになる。
| 中部日本放送制作・TBS 土曜7:30 - 8:00枠 | 中部日本放送制作・TBS 土曜7:30 - 8:00枠           | 中部日本放送制作・TBS 土曜7:30 - 8:00枠       |
| 前番組 | 番組名                                            | 次番組                                        |
| --- | ------------------------------------------------- | --------------------------------------------- |
| ビジネスズームアップ （1990年4月 - 1992年3月28日） ※7:30 - 7:45 【日曜7:00 - 7:30枠へ移動】奥さま広場 （1985年10月5日 - 1992年3月28日） ※7:45 - 8:00 | 小さな旅と美術館 （1992年4月4日 - 1994年3月26日） | 旅・わくわく （1994年4月2日 - 1998年9月26日） |

| スタブアイコン | サブスタブ | この項目は、まだ閲覧者の調べものの参照としては役立たない、テレビ番組に関連した書きかけの項目です。この項目を加筆・訂正などしてくださる協力者を求めています（P:テレビ/PJ:放送または配信の番組）。 |